# Volvo EM90
Volvo EM90 – elektryczny samochód osobowy typu minivan klasy wyższej produkowany pod szwedzką marką Volvo od 2024 roku.

## Historia i opis modelu

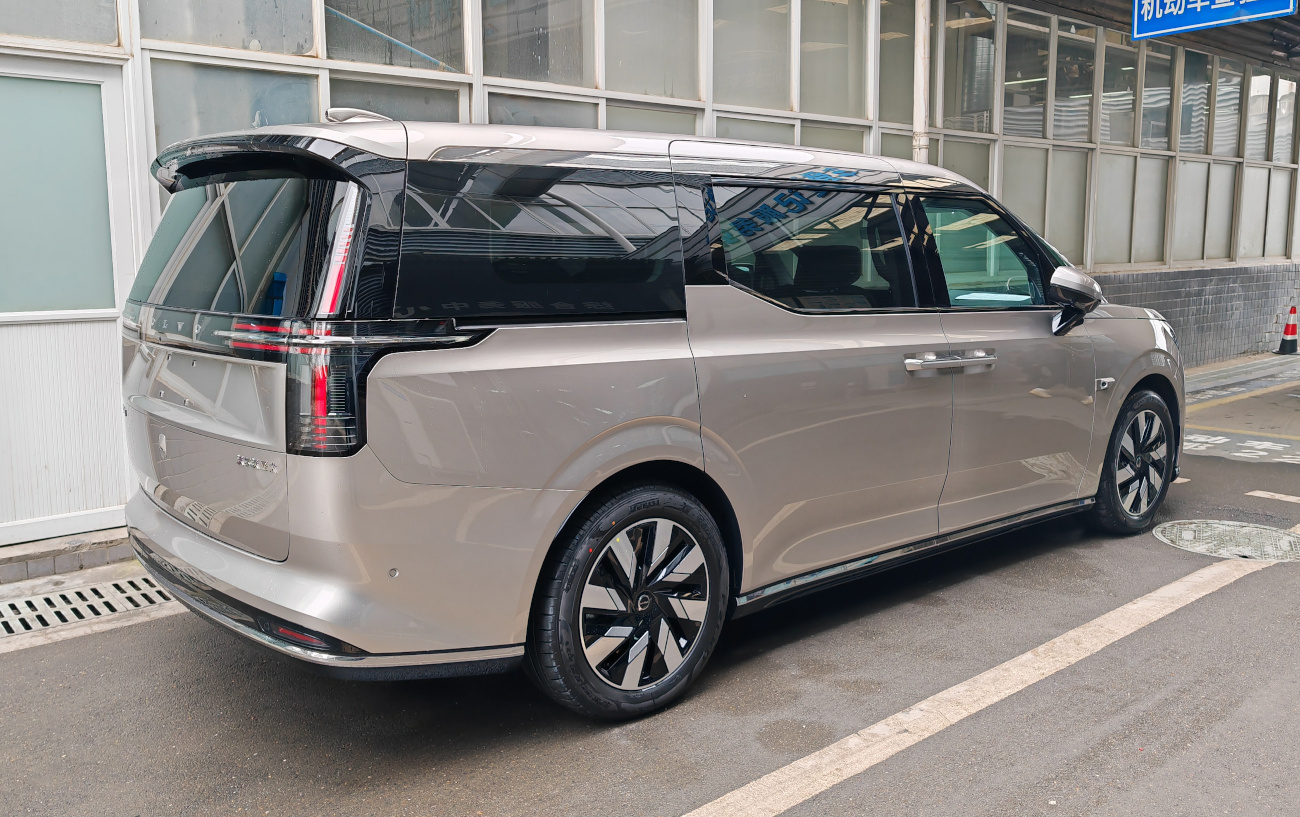
Volvo EM90 - tył

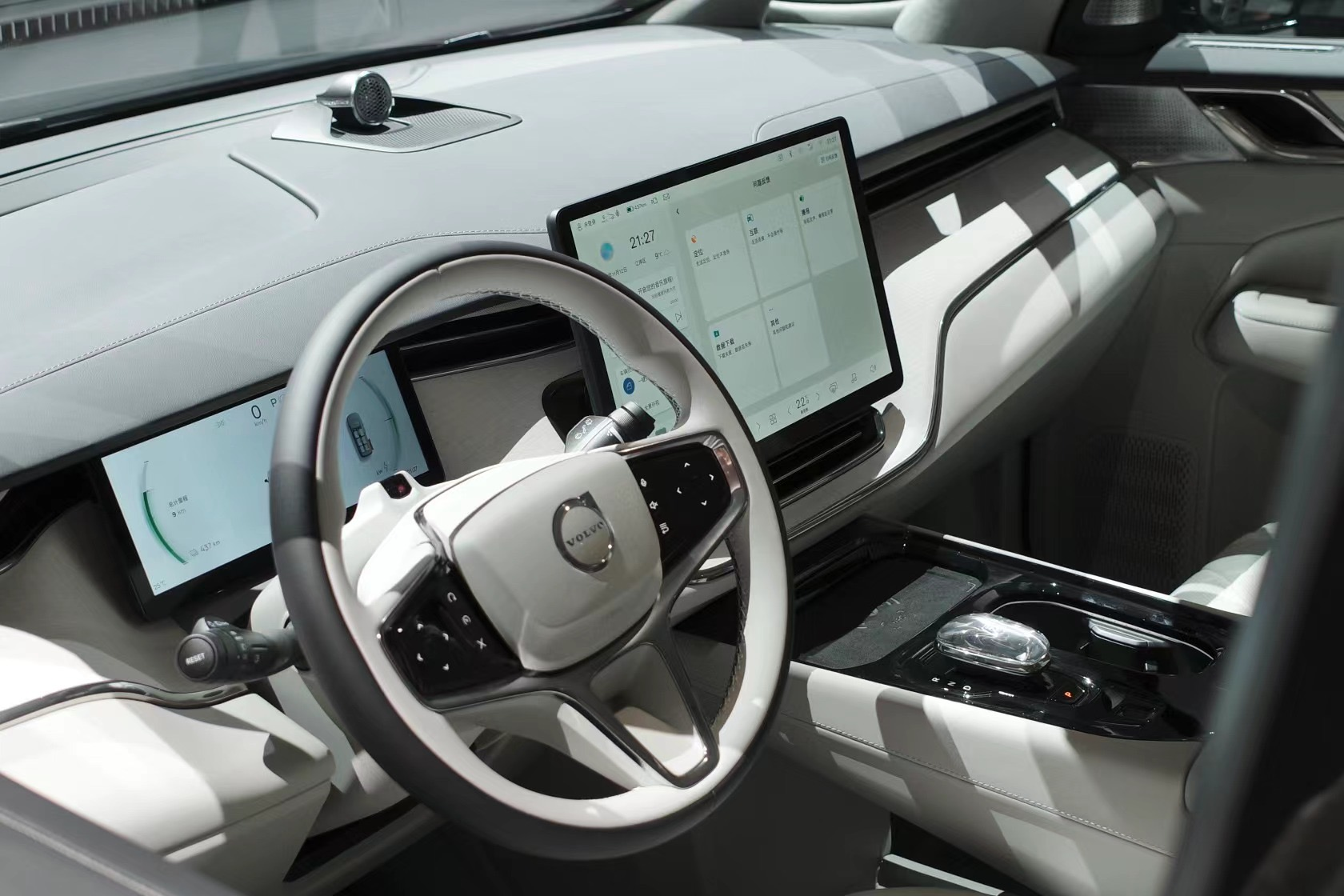
Volvo EM90 - kokpit

W lutym 2023 roku szwedzkie Volvo potwierdziło plany poszerzenia swojej gamy modelowej o pierwszego w historii minivana, a zarazem trzeci po EX30 i EX90 samochód z linii "E" od podstaw powstały wyłącznie z myślą o napędzie elektrycznym. EM90 zostało oficjalnie zaprezentowane w połowie listopada podczas Guangzhou Auto Show 2023, debiutując jako pierwszy produkt w historii szwedzkiej firmy będący nie jej autorską konstrukcją, lecz jedynie zapożyczonym modelem chińskiego partnera z koncernu Geely. Samochód powstał jako bliźniacza konstrukcja wobec przedstawionego przed rokiem Zeekr 009, odróżniając się od niego jedynie inną stylizacją przedniego pasa oraz przemodelowanymi lampami tylnymi.
Pas przedni utrzymano w typowej dla elektrycznych Volvo estetyce, wyróżniając się trójramiennymi reflektorami z tzw. motywem młotu Thora, a także brakiem dużego wlotu powietrza z zachowaniem charakterystycznej przecinającej pod skosem poprzeczki z logo firmy. Tylne lampy utrzymano w koncepcji trzyczęściowych segmentów o wertykalno-horyzontalnym ułożeniu, które połączono pasem świetlnym. Foremne, kanciaste nadwozie długie na ponad 5,2 metra umożliwiło pomieszczenie do 6 pasażerów w 3 rzędach siedzeń po dwa odrębne fotele każdy.
Kabina pasażerska została utrzymana w luksusowo-minimalistycznej estetyce, z licznymi wstawkami z aluminium, drewna i beżowej skóry. Kokpit otrzymał przemodelowane względem bliźniaczego Zeekr elementy wokół konsoli centralnej, a także zapożyczone z EX90 koło kierownicy. Centralny ekran dotykowy zyskał przekątną 15,4 cala, z kolei dla pasażerów drugiego rzędu siedzeń przewidziano otwierający się z sufitu 15,6 calowy wyświetlacz. Producent przewidział rozbudowany, 21-głośnikowy system nagłośnieniowy Bowers&Wilkins o mocy 2460 watów.

### Sprzedaż
EM90 to pierwszy w historii model Volvo opracowany wyłącznie z myślą o rynku chińskim, do którego ograniczony został jego zasięg rynkowy. Firma nie przewidziała sprzedaży w Europie czy Ameryce Północnej z racji zbyt niszowej pozycji rynku elektrycznych minivanów, który w Chinach w latach 20. XXI wieku się znacznie rozwinął. Do produkcji przewidziano chińskie zakłady Geely, z pierwszymi dostawami wyznaczonymi na początek 2024 roku.

### Dane techniczne
Volvo EM90 jest samochodem w pełni elektrycznym, z silnikiem elektrycznym o mocy 272 KM przenoszącym moc na tylną oś. Akumulator o pojemności 116 kWh pozwala na uzyskanie maksymalnego zasięgu 738 kilometrów w trybie mieszanym, z uwzględnieniem chińskiego cyklu pomiarowego CLTC. Samochód może zwiększyć stan naładowania z 10% do 80% w pół godziny, sprint od 0 do 100 km/h w 8,3 sekundy, a prędkość maksymalna została ograniczona do 180 km/h.